# Germán Álvarez Algeciras
Germán Álvarez de Algeciras y Jiménez, né le 1er février 1848 à Jerez de la Frontera et mort vers 1912, est un peintre costumbrista espagnol.

## Biographie
Germán Álvarez Algeciras naît à Jerez de la Frontera. Il étudie à l'Académie des Beaux-Arts de Cadix puis, grâce à une bourse, à l'Académie espagnole de Rome de 1871 à 1876 et également à l'Académie Chigi de Rome. Il est influencé par Marià Fortuny. Ses premières peintures sont des portraits de ses proches et des natures mortes. Il se tourne rapidement vers des scènes de genre pleines de mouvement qui reflètent l'œuvre d'autres peintres espagnols ayant étudié à Rome.
Il obtient son premier succès à l'Exposition Nationale des Beaux-Arts en 1874, avec sa peinture "Retour au Golgotha". En 1877, plusieurs de ses toiles reçoivent des critiques positives lors d'une exposition à Séville. "Le bouffon du roi" est achetée par le roi Alphonse XII et appartient maintenant au Patrimonio Nacional.
En 1879, il enseigne l'art à Jerez et, en 1885, devient directeur de l'Académie des beaux-arts de Saint-Domingue, une école d'art locale associée à l'église catholique. Après sa retraite, il est nommé "Directeur honoraire". Il est également président du département des beaux-arts de l'Ateneo de Jerez de 1897 à 1900. Une rue de Jerez porte son nom.
Il épouse sa cousine germaine, Encarnación Álvarez, de Jimena de la Frontera, où son père (le plus jeune frère de Juan Álvarez Mendizábal ) a établi un cabinet médical. Ils n'ont eu que deux enfants, tous deux morts jeunes. Il vit à Jimena pendant de nombreuses années et un grand nombre de ses œuvres sont passées en possession de la famille de sa femme. Celle-ci a fait don d'un de ses tableaux à l'église de San Dionisio (aujourd'hui un monument culturel), où il peut encore être vu accroché près de la nef. Il meurt dans sa ville natale de Jerez.

## Sélection de peintures

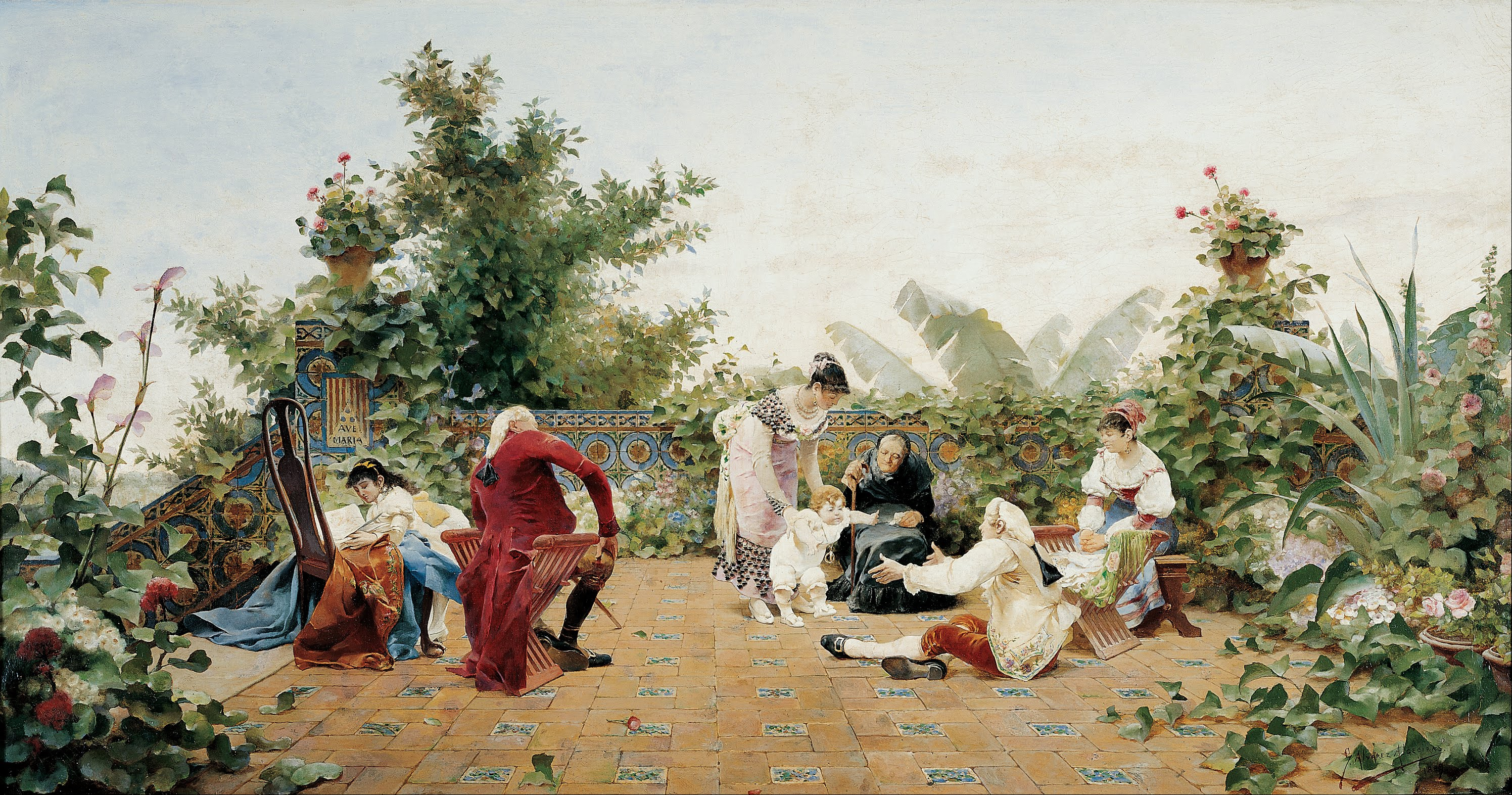
Les premiers pas
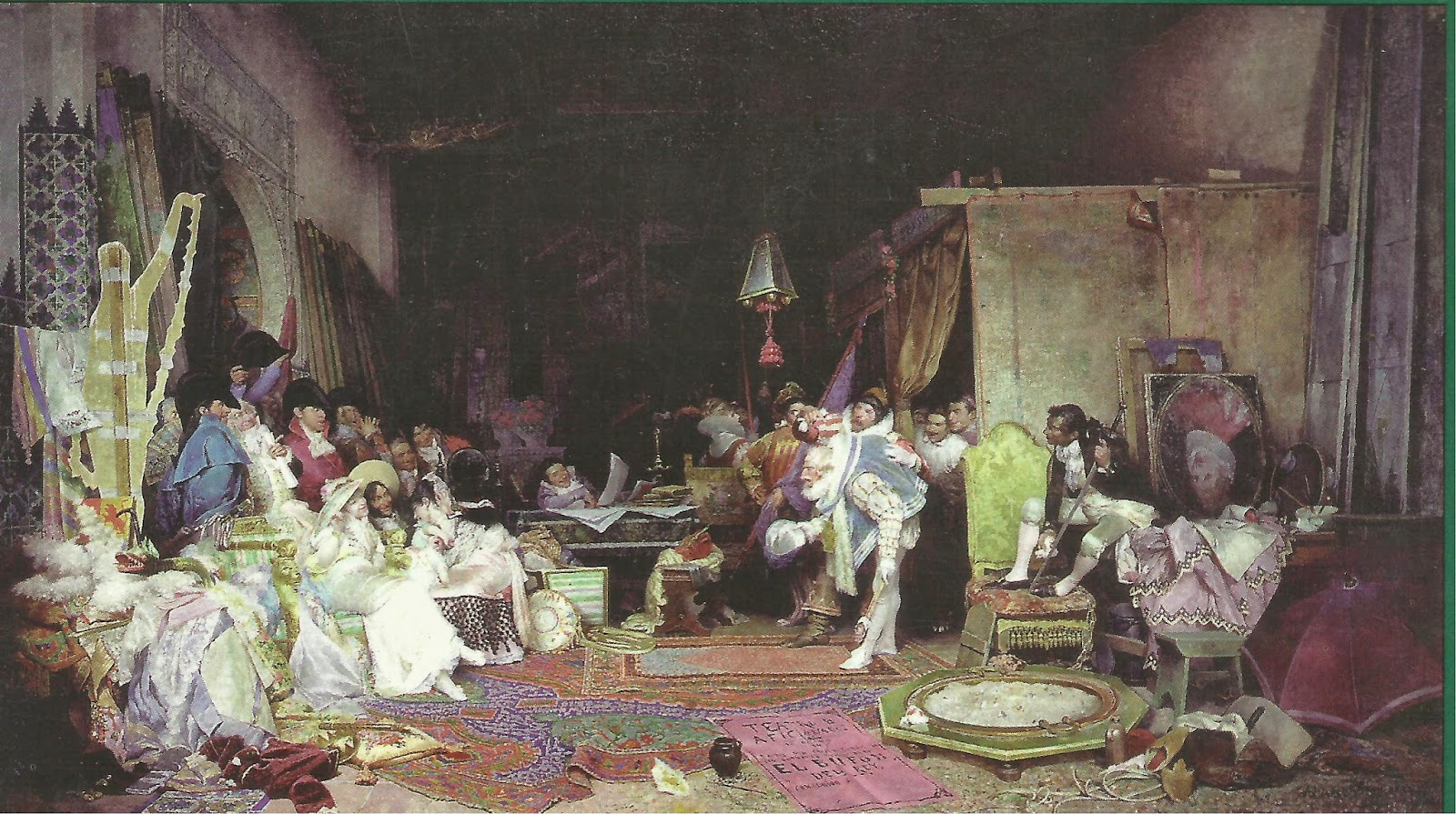
Le bouffon du roi
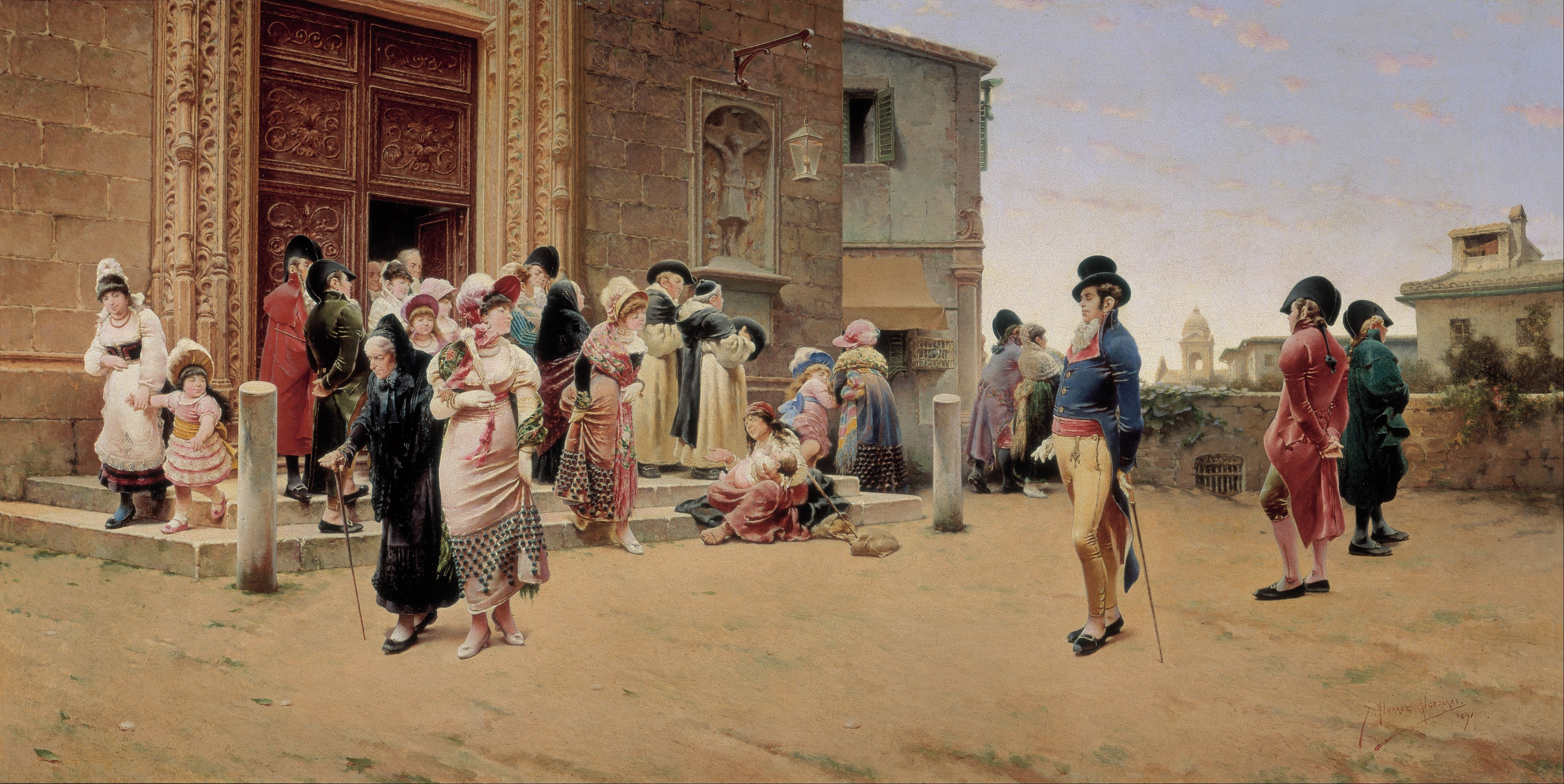
Quitter l'église